# Kongregace školských bratří
Kongregace školských bratří (Fratres scholarum christianarum; zkratka FSC nebo F.S.C.) byla založena sv. Janem Křtitelem de la Salle (1651–1719) byla ve francouzské Remeši roku 1680. Kongregace má od roku 1691 jednoduché věčné sliby. Byla církevně schválena roku 1725 a konstituci má od roku 1694. Tato kongregace má jen laické bratry s učitelskou aprobací. Bratři přijímají při obláčce řeholní jméno.
Účelem kongregace je vyučování na různých stupních i druzích škol, jak základních, tak i odborných. Školští bratři zavedli rozdělení žáků do tříd dle ročníků, zakazovali tělesné tresty, zaváděli výchovu v internátech, nedělní pokračovací školy, odborné školy pro mladé dělníky atd. Měli také konvikty, učitelské ústavy a sirotčince.

## Historie
Z Francie se rozšířili do celé Evropy, i když byli dočasně za francouzské revoluce zrušeni. Do českých zemí přišli školští bratři roku 1898 a do roku 1918 patřili k rakousko-uherskému distriktu. Po roce 1918 byl zřízen československý distrikt.
V čele kongregace stojí generální superior, jemuž pomáhá generální prokurátor a dvanáct asistentů. Generální superior je volen generální kapitulou na doživotí. Provincie se nazývají distrikty, v jejich čele je vizitátor. V čele jednotlivých domů je direktor zastupován vicedirektorem a v komunitě, která žije přísně společensky, jsou ještě prefectus, oeconomus a magistri – učitelé. Studující bratři se nazývají fratres scholastici. V roce 1971 měla řehole celkem 14 517 členů.

## Symboly
- Řeholní oděv: černý talár s pláštěm, nákrčník se dvěma bílými jazýčky u krku, čepička (kalotte).
- Řeholní znak: v modrém poli stříbrná zářící pěticípá hvězda.
- Heslo: „Signum fidei“.

## Generální superioři
- Barthélemy Truffet (1717–1720)
- Timothée Bazin (1720–1751)
- Claude Nivet (1751–1767)
- Florence Boubel (1767–1777)
- Agathon Gonlieu (1767–1798)
- Frumence Herbet (1798–1810)
- Gerbaud Thomas (1810–1822)
- Guillaume-de-Jésus Marre (1822–1830)
- Anaclet Constantin (1830–1838)
- Philippe Bransiet (1838–1874)
- Jean-Olympe Paget (1874–1875)
- Irlide Cazaneuve (1875–1884)
- Joseph Josserand (1884–1897)
- Gabriel-Marie Jean-Antoine (1897–1913)
- Imier de Jésus Lafabrègue (1913–1923)
- Allais-Charles Petiot (1923–1928)
- Adrien Petiot (1928–1934)
- Junien Victor Détharré (1934–1940)
- Arèse-Casimir Bression (1940–1946)
- Athanase Ritimann (1946–1952)
  - Dionysius van Jezus De Schepper (1952–1956) (Generální vikář)
- Nicet-Joseph Loubet (1956–1966)
- Charles Henry Buttimer (1966–1976)
- José Pablo Basterrechea (1976–1986)
- John Johnston (1986–2000)
- Álvaro Rodríguez Echeverría (2000–2014)
- Robert Schieler (2014–2022)
- Armin Luistro (od 2022)